# David Remnick

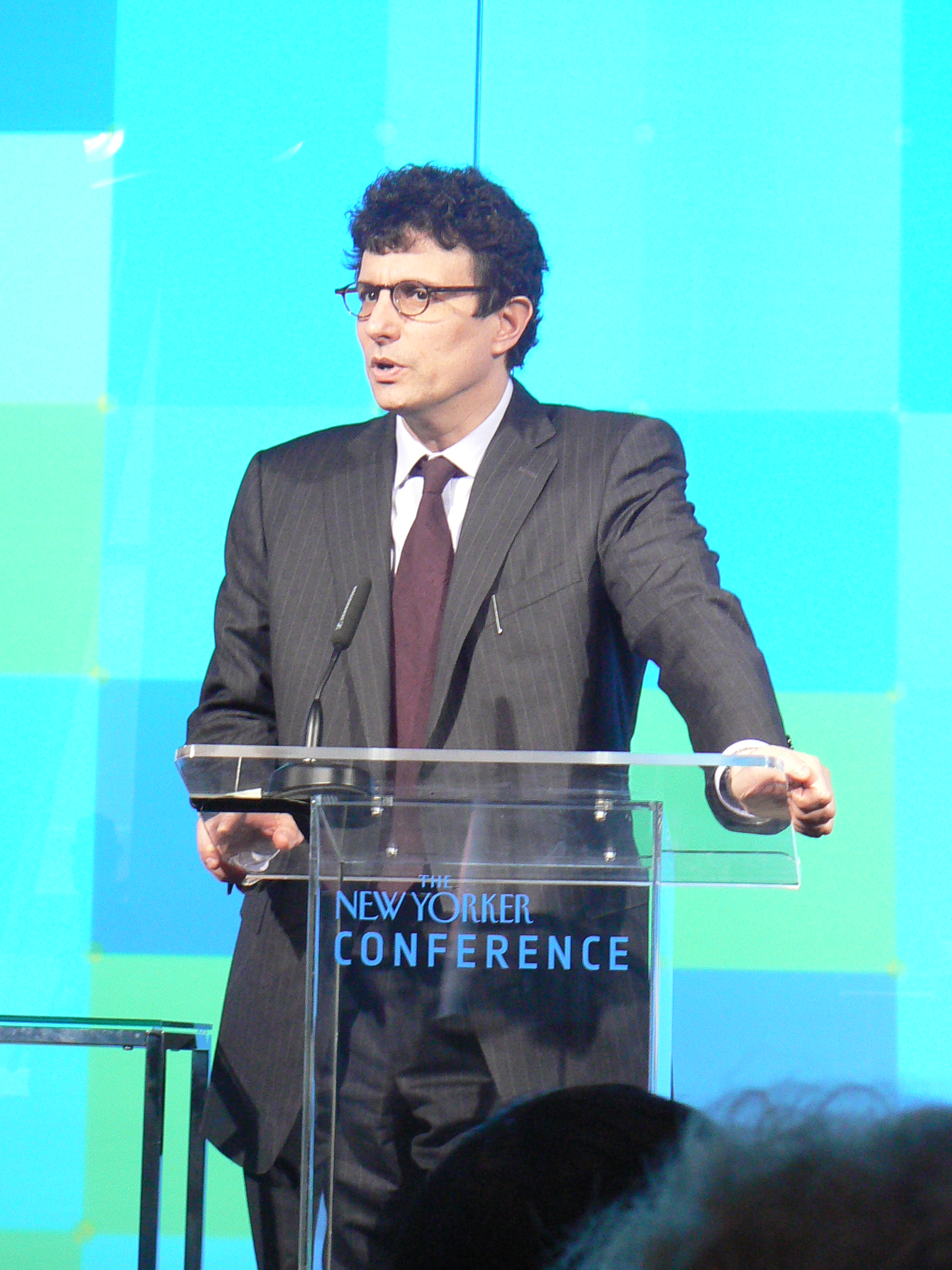
David Remnick (2008)

David Remnick (* 29. Oktober 1958 in Hackensack, New Jersey) ist ein US-amerikanischer Journalist, Autor und Zeitungsredakteur.

## Leben
Er wuchs, wie er sagte, in einem liberalen jüdischen Haushalt mit „vielen Büchern“ auf und machte im Jahre 1981 in Princeton seinen Abschluss. Für die Washington Post arbeitete er als Reporter und Schriftkorrespondent in Moskau.
1994 gewann Remnick den Pulitzer-Preis für sein Werk Lenin's Tomb: The Last Days of the Soviet Empire. Ebenfalls viel Beachtung fand sein Buch King of the World, eine Biographie des Boxers Muhammad Ali.
Seit 1998 ist Remnick Chefredakteur des New Yorker. In dieser Funktion edierte er ausgewählte Artikel des New Yorker, woraufhin er 1999 vom Fachmagazin Advertising Age zum „Herausgeber des Jahres“ gewählt wurde. 2014 erhielt er ein Ehrendoktorat der Columbia University. 2006 wählte man ihn in die American Academy of Arts and Sciences, 2008 in die American Philosophical Society und 2016 in die American Academy of Arts and Letters.

## Werke
- Lenin’s Tomb: The Last Days of the Soviet Empire. 1994 ISBN 0679 7512 54
- King of the World. Der Aufstieg des Cassius Clay oder: Die Geburt des Muhammad Ali, Berlin Verlag, Berlin 2000 ISBN 3-8270-0339-3
- The Bridge of Life: The Life and Rise of Barack Obama, Alfred Knopf, New York 2010 ISBN 978-1-4000-4360-6
  - Barack Obama. Leben und Aufstieg, Deutsch von Friedrich Griese et al., Berlin Verlag, Berlin 2010 ISBN 978-3-8270-0893-0
- Platon. Power – Ein Portrait der Macht, mit Texten von Platon und David Remnick, Fotos von Platon Antoniou, übersetzt von Walter Ahlers, Schirmer/Mosel, München 2011 ISBN 978-3-8296-0532-8.
- Über Bruce Springsteen, aus dem Englischen von Eike Schönfeld, Berlin Verlag, Berlin 2013, ISBN 978-3-8270-1168-8

Essay
- The Pioneers of Perestroika: Back to the Intellectual Roots of Soviet Reforms, in: Alexander Dallin/Gail W. Lapidus (eds.): The Soviet System. From Crisis to Collapse, Westview Press, Boulder/San Francisco/Oxford 2005 ISBN 0-8133-1876-9
- Presidential Election 2016 – An American Tragedy, in: The New Yorker, 9. November 2016.[3]